# (107) Camilla
(107) Camilla ist ein Asteroid, der sich im äußeren Bereich des Asteroiden-Hauptgürtels bewegt. Mit einem mittleren Durchmesser von 219 km ist Camilla einer der größten Asteroiden des Hauptgürtels. Camilla hat zwei Monde: S/2001 (107) 1 und S/2016 (107) 1 mit Durchmessern von 16 bzw. 3,5 km.

## Entdeckung und Benennung
Camilla wurde am 17. November 1868 vom britischen Astronomen Norman Robert Pogson am Madras-Observatorium von Chennai in Indien entdeckt. Die Entdeckung wurde im 1868 bekanntgegeben.
Benannt wurde der Himmelskörper nach Camilla aus der römischen Mythologie; in der Aeneis war sie eine amazonenhafte Kriegerin und die Königin der Volsker.
Insgesamt wurde der Asteroid durch mehrere erdbasierte Teleskope beobachtet, insgesamt bisher 2299 Mal innerhalb von 148 Jahren. (Stand Sept. 2017)

## Bahneigenschaften

### Umlaufbahn
Camilla umkreist die Sonne auf einer prograden, elliptischen Umlaufbahn zwischen 487.900.000 km (3,26 AE) und 556.500.000 km (3,72 AE) Abstand zu deren Zentrum. Die Bahnexzentrizität beträgt 0,066, die Bahn ist um 10° gegenüber der Ekliptik geneigt. Ihre Bahn liegt demnach im äußeren Asteroidengürtel.
Die Umlaufzeit von Camilla beträgt 6,52 Jahre.
Camilla gehört zur Cybele-Gruppe, einer Anzahl von Asteroiden, jenseits der Hecuba-Lücke mit Bahnhalbachsen zwischen 3,27 und 3,7 AE ihre Bahn ziehen. Die Objekte haben Exzentrizitäten von weniger als 0,3, sowie Bahnneigungen von weniger als 25°. Die Mitglieder dieser Gruppe stehen in 7:4-Resonanz zu Jupiter, wodurch ihre Bahn stabilisiert wird. Sie sind wahrscheinlich Fragmente einer vorangegangenen Kollision.

### Rotation
Camilla rotiert in 4 Stunden, 50 Minuten 38 Sekunden einmal um ihre Achse. Daraus ergibt sich, dass der Asteroid in einem Camilla-Jahr 11.802,3 Eigendrehungen („Tage“) vollführt.
Beobachtungen der Lichtkurve zeigen eine Ausrichtung von Camillas Pol in Richtung der ekliptischen Koordinaten (β, λ) = (+51°, 72°) mit 10° Unsicherheit; daraus ergibt sich eine Achsenneigung von 29°; Camillas Rotation ist demnach wie ihre Umlaufbahn prograd.

## Physikalische Eigenschaften

### Größe
Die bisherigen Beobachtungen weisen auf einen länglichen, unregelmäßig geformten Körper hin; die genaueste Durchmesserbestimmung (Geometrisches Mittel) liegt bei 219,374 km. Hinsichtlich der genauen Dimensionen liegt der präziseste Wert bei 344 × 246 × 205 km.
Ausgehend von einem mittleren Durchmesser von 210 km ergibt sich eine Oberfläche von etwa 139.000 km2, was ungefähr den Flächen der deutschen Bundesländer  Bayern, Baden-Württemberg und Hessen zusammengenommen entspricht.
| Jahr | Abmessungen km       | Quelle                |
| ---- | -------------------- | --------------------- |
| 1975 | 209                  | Morrison et al.       |
| 2003 | 285 × 205 × 170 ± 20 | Torppa et al.         |
| 2004 | 222,62 ± 17,1        | Tedesco (IRAS) et al. |
| 2006 | 185                  | Marchis et al.        |
| 2008 | 246 ± 13             | Marchis et al.        |
| 2008 | 344 × 246 × 205 ± 14 | Marchis et al.        |
| 2011 | 214 ± 28             | Ďurech et al.         |
| 2011 | 200,37 ± 3,51        | Usui et al.           |
| 2011 | 247                  | Hargrove et al.       |
| 2011 | 219,374 ± 5,938      | Mainzer et al.        |
| 2012 | 219,378              | Pravec et al.         |
| 2012 | 243,3 ± 12,4         | Hargrove et al.       |
| 2012 | 241,6 ± 35,0         | Marchis et al.        |
| 2013 | 227 ± 24             | Hanuš et al.          |
| 2014 | 210,370 ± 8,326      | Masiero et al.        |

Die präziseste Bestimmung ist fett markiert.

### Innerer Aufbau
Camilla gehört zu den X-Typ-Asteroiden (nach anderen Einordnungen: C oder P) und besitzt daher eine dunkle, kohlenstoffreiche Oberfläche mit einer Albedo von 0,05. Die Oberflächenfärbung ist damit dunkler als Kohle. Die mittlere Dichte von 1,4 g/cm3 weist darauf hin, dass der Himmelskörper porös und daher ein Rubble Pile, eine lose Ansammlung von Staub und Gesteinen, sein dürfte.
Die Masse von Camilla ließ sich bislang auf 1,48 ∙ 1019 berechnen. Die absolute Helligkeit wird mit 6,94 mag angegeben.
Die mittlere Oberflächentemperatur beträgt rund 151 K (−122 °C) und kann mittags bis auf maximal 223 K (−50 °C) ansteigen.

## Das Camilla-Dreifachsystem
Am 1. März 2001 entdeckte man auf Bildern des Hubble-Weltraumteleskops einen ersten Begleiter bei Camilla. Der zunächst als S/2001 (107) 1 bezeichnete Mond hat einen Durchmesser von 16 km und umkreist Camilla in einem Abstand von 1.250 km in 3,72 Tagen.
Durch weitere Beobachtungen mit dem Very Large Telescope im Jahr 2004 konnte noch ein weiterer Begleiter gefunden werden, der die Bezeichnung S/2016 (107) 1 erhielt. Dieser umläuft Camilla innerhalb der Bahn des äußeren Mondes und ist 3,5 km groß; er bewegt sich im Abstand von 340 km in 12 Stunden um den Asteroiden.
Camilla ist nach (87) Sylvia, (45) Eugenia, (3749) Balam, (216) Kleopatra, (93) Minerva und (130) Elektra das siebte entdeckte Asteroiden-Mehrfachsystem im Hauptgürtel. Von den Zwergplaneten Pluto und Haumea – die ebenfalls eine Asteroiden-Nummer besitzen – abgesehen, ist es insgesamt nach Sylvia, Eugenia, (47171) Lempo, (153591) 2001 SN263, Balam, Kleopatra, (136617) 1994 CC, Minerva, (2577) Litva und Elektra das elfte bekannte Asteroiden-Mehrfachsystem im Sonnensystem.
Das Camilla-System in der Übersicht:
| Komponenten                 | Physikalische Parameter | Physikalische Parameter | Physikalische Parameter | Bahnparameter        | Bahnparameter  | Bahnparameter | Bahnparameter                   | Entdeckung                              |
| Name                        | Durch- messer (km)      | Relativ- größe %        | Masse (kg)              | Große Halbachse (km) | Umlaufzeit (d) | Exzentrizität | Inklination zu Camillas Äquator | Datum Entdeckung Datum Veröffentlichung |
| --------------------------- | ----------------------- | ----------------------- | ----------------------- | -------------------- | -------------- | ------------- | ------------------------------- | --------------------------------------- |
| (107) Camilla               | 219,4                   | 100,00                  | 1,1 · 1019              | —                    | —              | —             | —                               | 17. November 1868 1868                  |
| S/2016 (107) 1 (Camilla II) | 3,5                     | 1,6                     | ?                       | 340                  | 0,500          | ?             | ?                               | 29. Mai 2015 7. August 2016             |
| S/2001 (107) 1 (Camilla I)  | 16,0                    | 7,3                     | 1,5 · 1015              | 1250                 | 3,722          | 0,002         | 3,0                             | 1. März 2001 19. März 2001              |